# Ragnahar
Ragnahar je bil manjši frankovski kralj (regulus) iz družine Merovingov in sorodnik Klodvika I., ki je vladal ob koncu 5. stoletja in na začetku 6. stoletja. 

## življenje
Najpomembnejši vir podatkov o Ragnaharju je 2. knjiga Decem Libri Historiarum, zgodovinskega dela Gregorja iz Toursa.   
Ragnahar je vladal v Cambraiju in vzpostavil svojo oblast ob zatonu poznorimske uprave v Galiji. Bil je eden od številnih frankovskih manjših kraljev na tem območju, podobno kot Klodvik I. Slednji je morda užival določeno častno prednost, saj je bil njegov oče Hilderik I. rimski vojaški poveljnik v Belgijski Galiji (Belgica Secunda).
Leta 486 je Ragnahar podprl Klodvika I. v njegovi vojaški operaciji proti galsko-rimskemu generalu Siagriju. Siagrij je bil sin rimskega magistra militum Egidija in je vladal v Soissonsu, eni zadnjih rimskih enklav v propadlem Zahodnem rimskem cesarstvu. Ragnahar je Klodvika podprl verjetno zato, ker je Sigarijevo ozemlje mejilo na njegovo. Sigariju je po porazu uspelo pobegniti k Vizigotom, a so ga kmalu izročili Klodviku, ki ga je ukazal usmrtiti. 
S padcem Siagrijeve domene se je ravnotežje moči med frankovskimi malimi kralji premaknilo v korist Klodvika I., ki se je obrnil proti Ragnaharju. Kronologija dogodkov je nezanesljiva, vendar vse kaže, da je  Klodvik začel ukrepati šele proti koncu svoje vladavine, ko je že premagal Alemane in Vizigote, vsekakor pa ne pred letom 490. 
Klodvik je iz borbe za oblast izločil tudi mladoletna kralja Hararika in Sigiberta Kölnskega, vendar ni povsem jasno, v kakšnem vrstnem redu so se dogodki odvijali. Po Gregorjevem poročilu je Ragnahar živel razuzdano in so ga Franki okoli njega zato prezirali. Ragnaharja so potem, ko je izgubil bitko proti Klodvikovim vojakom ujeli njegovi lastni ljudje in ga predali Klodviku, ki je ukazal ubiti njega in njegova brata Riharja in Rignomerja, ki je vladal v Le Mansu. Njihovi podložniki so Klodvika I. iz strahu priznali za novega vladarja.
Klodvik I. je tako izločil vse morebitne konkurente in odprl pot k združitvi Frankov v eno cesarstvo. 

## Vir
- Walter Kettemann: Ragnachar. V: Reallexikon der Germanischen Altertumskunde. Bd. 24. Berlin/New York 2003, str. 98–102.